# Mirosław Bukowski
Mirosław Andrzej Bukowski (ur. 5 stycznia 1936 w Warszawie) – polski kompozytor, dyrygent i pedagog.

## Życiorys
Urodził się w rodzinie Bronisława, inżyniera budownictwa, i Ireny Marii z Bogowolskich (ur. 1907). Brat Zbigniewa Jerzego, archeologa. W latach 1954–1959 studiował kompozycję pod kierunkiem Floriana Dąbrowskiego w PWSM w Poznaniu; następnie w latach 1959–1960 dyrygenturę u Bohdana Wodiczki w Sopocie oraz u Zbigniewa Chwedczuka w Poznaniu.
W 1963 został wykładowcą w poznańskiej PWSM, gdzie w latach 1984–1990 był dziekanem Wydziału Kompozycji, Dyrygentury i Teorii Muzyki, a w latach 1991–1996 kierownikiem Katedry Kompozycji i Teorii Muzyki. Od 1989 profesor nadzwyczajny, a od 1993 profesor zwyczajny tej uczelni.
Od 1983 wykładał także w  Wyższej Szkole Pedagogicznej w Zielonej Górze, a następnie Uniwersytecie Zielonogórskim jako profesor w Instytucie Kultury i Sztuki Muzycznej.
W latach 1973–1977 był dyrygentem Wielkopolskiej Orkiestry Symfonicznej.

## Twórczość
W swojej twórczości wykorzystuje współczesne techniki kompozytorskich (z wyjątkiem tych najbardziej radykalnych), eksponując zwłaszcza elementy witalne i ekspresywne. Jego idiom to wyrazistość formy, harmonika o walorach kolorystycznych, starannie kontrolowana technika aleatoryczna.
Jego główne kompozycje: na orkiestrę – Swinging concerto (1967), Interferencje (1973), Koncert na wiolonczelę i orkiestrę (1975); wokalno-instrumentalne – Znikomość (1986), Requiem (1991), Stances (1994); fortepianowe – I Sonata (1959), III Sonata (1972), Nokturny (1994). Pisał też utwory kameralne, chóralne i muzykę teatralną.
Jest również autorem licznych publikacji naukowych i wystąpień poświęconych problematyce muzycznej.

## Odznaczenia
- Złoty Krzyż Zasługi (1982)[5]
- Srebrny Krzyż Zasługi (1979)
- Odznaka „Zasłużony Działacz Kultury”

## Nagrody
- Nagroda Ministra Kultury i Sztuki II stopnia (1981)[1]